# Président du Parlement basque
Le président du Parlement basque est le député chargé d'occuper la présidence du Parlement basque. Après le président de la Junte basque, il est la deuxième autorité de la communauté autonome.
La titulaire de ce poste est, depuis le 20 novembre 2012, la nationaliste Bakartxo Tejeria.

## Élection
Il est élu lors de la première séance qui suit la tenue des élections au Parlement (sesión constitutiva), ou lors de la première séance plénière (pleno) qui suit la démission du titulaire.
Les groupes parlementaires peuvent proposer un ou plusieurs candidats. La majorité absolue des députés élus est requise pour qu'un candidat proposé soit élu lors du premier tour. En cas d'échec, un second tour est organisé immédiatement après la proclamation des résultats par le président de séance, où la majorité simple est cette fois suffisante, entre les deux candidats en tête ou entre tous les candidats ayant obtenu les deux plus grands scores, sauf si l'un d'eux renonce. Si les deux candidats arrivent à égalité, un nouveau vote intervient pour les départager. Si aucun candidat n'est élu au bout de ce troisième vote, le candidat proposé par le parti le plus voté lors des élections est désigné président. Chaque député est libre d'écrire le nom qu'il souhaite sur son bulletin de vote, même si ceux du groupe majoritaire votent toujours pour un candidat préalablement désigné par leur parti.
Son mandat prend fin en cas de décès, démission, perte de la qualité de député, évincement de son groupe parlementaire, nomination au Gouvernement basque, révocation à la majorité absolue des députés, ou à la suite de la dissolution du Parlement, prélude à la tenue d'élections au Parlement basque.

## Fonctions
Il préside les séances plénières, dont il assure l'ouverture, la clôture et la fixation de l'ordre du jour en collaboration avec la conférence des porte-parole. Il préside également les réunions de la conférence des porte-parole et de la députation permanente.
Chargé de diriger les débats et d'en contrôler le bon ordre, lui seul peut donner la parole et la retirer. Il a la faculté de rappeler un député ou l'ensemble de l'assemblée à l'ordre, d'expulser immédiatement, pour une ou deux séances, tout député qui a été rappelé trois fois à l'ordre, qui n'a pas quitté la salle des séances après le prononcé d'expulsion, ou qui a produit un désordre grave du fait de sa conduite.
Il s'assure de la bonne application du règlement, de son interprétation après validation par la conférence des porte-parole, et de la bonne marche des travaux parlementaires.
En cas de vacance, d'absence ou d'impossibilité, il est remplacé par un vice-président, selon l'ordre d'élection.

## Titulaires
| Législature | Titulaire             | Parti                                                  | Parti  | Élection                                               | Date de début    | Date de fin      |
| ----------- | --------------------- | ------------------------------------------------------ | ------ | ------------------------------------------------------ | ---------------- | ---------------- |
| Ire         | Juan José Pujana Arza |                                                        | PNV    | 1er tour : 25 voix                                     | 31 mars 1980     | 22 mars 1984     |
| IIe         | Juan José Pujana Arza | 1er tour : 32 voix 2d tour : 32 voix 3e tour : 32 voix | PNV    | 22 mars 1984                                           | 8 janvier 1987   |                  |
| IIIe        | Jesús Eguiguren       |                                                        | PSE-EE | 1er tour : 19 voix 2d tour : 19 voix 3e tour : 23 voix | 8 janvier 1987   | 18 décembre 1990 |
| IVe         | Joseba Leizaola       |                                                        | PNV    | 1er tour : 43 voix                                     | 18 décembre 1990 | 30 novembre 1994 |
| Ve          | Joseba Leizaola       | 1er tour : 52 voix                                     | PNV    | 30 novembre 1994                                       | 25 novembre 1998 |                  |
| VIe         | Juan María Atutxa     |                                                        | PNV    | 1er tour : 58 voix                                     | 25 novembre 1998 | 8 juin 2001      |
| VIIe        | Juan María Atutxa     | 1er tour : 36 voix 2d tour : 36 voix 3e tour : 36 voix | PNV    | 8 juin 2001                                            | 16 mai 2005      |                  |
| VIIIe       | Izaskun Bilbao        |                                                        | PNV    | 10e tour : 42 voix                                     | 16 mai 2005      | 3 avril 2009     |
| IXe         | Arantza Quiroga       |                                                        | PP     | 1er tour : 38 voix                                     | 3 avril 2009     | 20 novembre 2012 |
| Xe          | Bakartxo Tejeria      |                                                        | PNV    | 1er tour : 27 voix 2d tour : 27 voix                   | 20 novembre 2012 | 21 octobre 2016  |
| XIe         | Bakartxo Tejeria      | 1er tour : 37 voix 2d tour : 37 voix                   | PNV    | 21 octobre 2016                                        | 3 août 2020      |                  |
| XIIe        | Bakartxo Tejeria      | 1er tour : 41 voix                                     | PNV    | 3 août 2020                                            | 14 mai 2024      |                  |
| XIIIe       | Bakartxo Tejeria      | 1er tour : 39 voix                                     | PNV    | 14 mai 2024                                            |                  |                  |